# El Pla de les Eres
El Pla de les Eres pertany a la Partida dels Planets de Xaló, i actualment ha quedat incorporat en la seua totalitat al nucli urbà de la població. Comprén els solars situats al nord de l'avinguda Joanot Martorell, eix viari de connexió entre les carreteres de Llíber i Benissa.

## Etimologia
El seu nom fa referència a les antigues eres de batre el blat que existien en aquesta contrada, hui desaparegudes perquè d'aquest cereal fa molts anys que no se'n fan plantacions a Xaló. Aquest nom no apareix recollit en l'actual toponímia oficial del municipi, tot i que té molta tradició.

## Importància històrica de les eres
Antigament, les eres de batre eren propietat del senyor, i no podien ser objecte de cap mena de cessió. En el Capítol VI de la Carta Pobla de Xaló i Llíber (1611) es fa constar expressament la prohibició de batre els cereals a casa. Els vassalls han de portar directament la collita a l'era (o eres) del senyor i, tan bon punt com s'haja acabat la batuda, deuen abonar-li una taxa. En cas de contravenció, a l'infractor se li prendrà la collita i se l'imposarà una multa de 60 sous. Si hi ha hagut denúncia el delator en rebrà el terç, és a dir, 20 sous.

## El Pou de les Figueretes
Com a mut testimoni del passat, al Pla de les Eres es troba el Pou de les Figueretes, que formava part de la xarxa de pous públics, tots ells circulars i de grans dimensions, que estaven ubicats estratègicament a les entrades de Xaló, amb la funció de proveir d'aigua a persones i animals. La instal·lació de l'aigua corrent en la dècada dels seixanta del segle passat va significar la fi d'aquest sistema d'abastiment.
El Pou de les Figueretes té el brocal molt deteriorat, però la volta a primera vista està en bon estat de conservació. És un pou de font que es nodreix d'una veta subterrània, de què també s'abasteixen altres pous de particulars, situats en la seua proximitat. Per l'escassetat del seu cabal, mai se li ha donat un ús agrícola. Les figueretes, a què al·ludeix el seu nom, cap dels veïns recorda haver-les conegut.

## Vinculació amb Llíber
El Pla de les Eres té una especial vinculació amb la veïna població de Llíber perquè, quan encara no s'havia obert l'avinguda Joanot Martorell, totes les persones i vehicles que des de Llíber s'adreçaven a Xaló havien de travessar-lo. Aquest caràcter de zona de pas explica que a les primeries del segle xix s'hi instal·lara una venta a la casa situada al número 43 del carrer de Sant Joaquim.